# Mramor (Neum, BiH)
Mramor je bivše samostalno naselje s područja tadašnje Općine Čapljina, SR BiH.

## Povijest
Za vrijeme socijalističke BiH ovo je naselje pripojeno naselju Brštanica (sada općina Neum, Federacija BiH).